# زووک
زووک (به ارمنی: Զովք) یک روستا در ارمنستان است که در استان کوتایک واقع شده‌است.    در  کیلومتری شمال هرازدان، مرکز استان کوتایک واقع شده است.

## خصوصیات
زووک  ۸۹۷ نفر جمعیت دارد و در ارتفاع  متر بالاتر از سطح دریا قرار گرفته است.